# 1−2+3−4+…

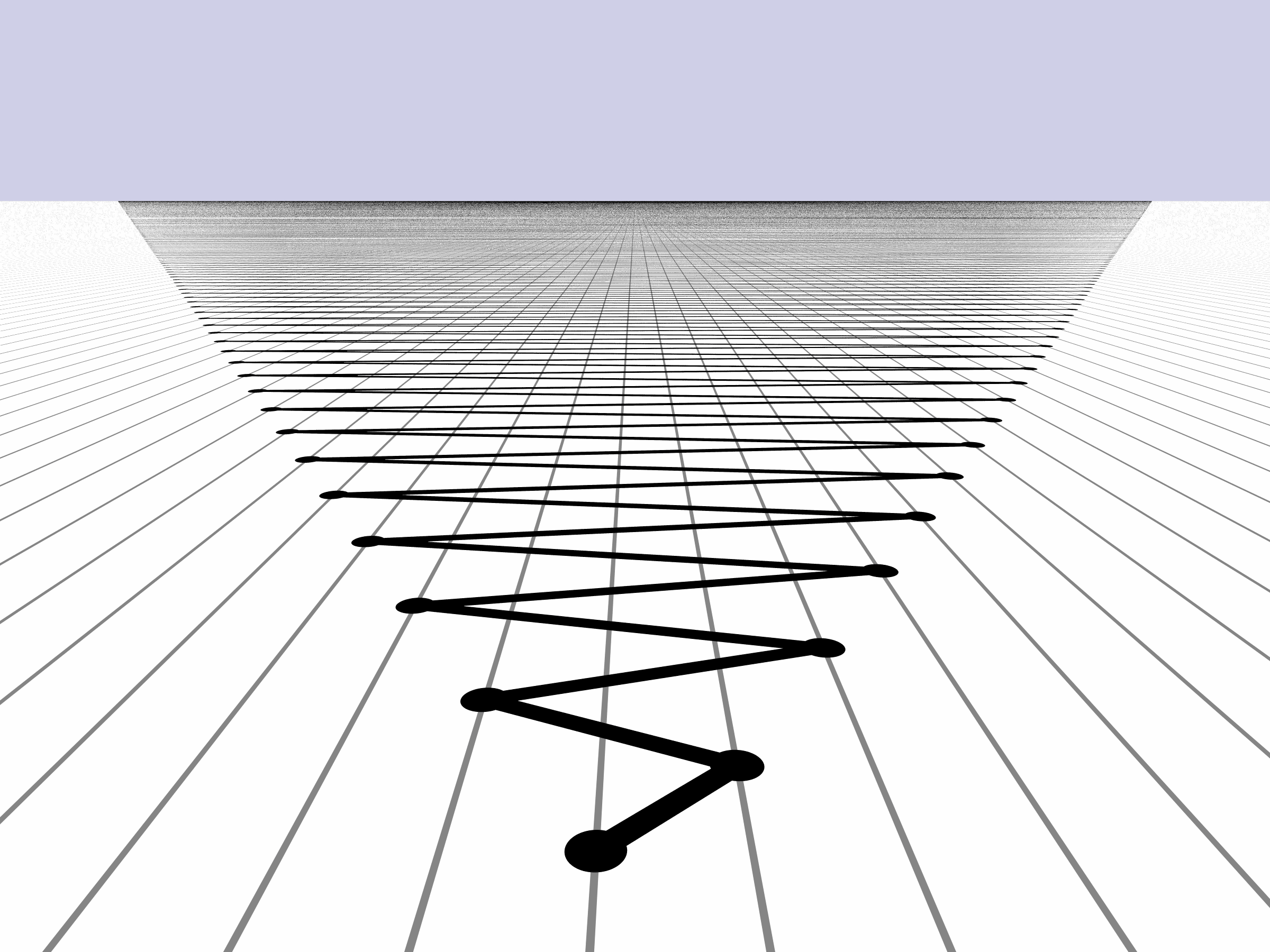
1−2+3−4+… の部分和が発散する様子の模式図

1−2+3−4+… は、無限級数の一つで、項番号と同じ自然数が各項に現れる交項級数として以下の式で表される。
{\displaystyle \sum _{n=1}^{\infty }(-1)^{n-1}n}
その部分和は 1, −1, 2, −2, 3, −3, … と一定の値に近づくことはないので、この級数は発散するというのが一般的な解釈である。しかし計算方法によってはこの級数が収束すると考えることもでき、その場合の収束値は 1/4 である。これは18世紀にレオンハルト・オイラーによって発見された。その後エミール・ボレルらによって厳密な研究が行われ、その他の部分和が収束しない級数（1−1+1−1+… など）の収束値についても考察がなされた。

## 部分和を求める計算
1 = 1
1 − 2 = −1
1 − 2 + 3 = 2
1 − 2 + 3 − 4 = −2
1 − 2 + 3 − 4 + 5 = 3
1 − 2 + 3 − 4 + 5 − 6 = −3
このように部分和は 0 以外の全ての整数を取りうる。したがって 1 − 2 + 3 − 4 + … は、部分和が一定の値に近づかず、発散する。（正または負の無限大への発散ではなく、振動である。）

## 収束すると考えた場合の計算

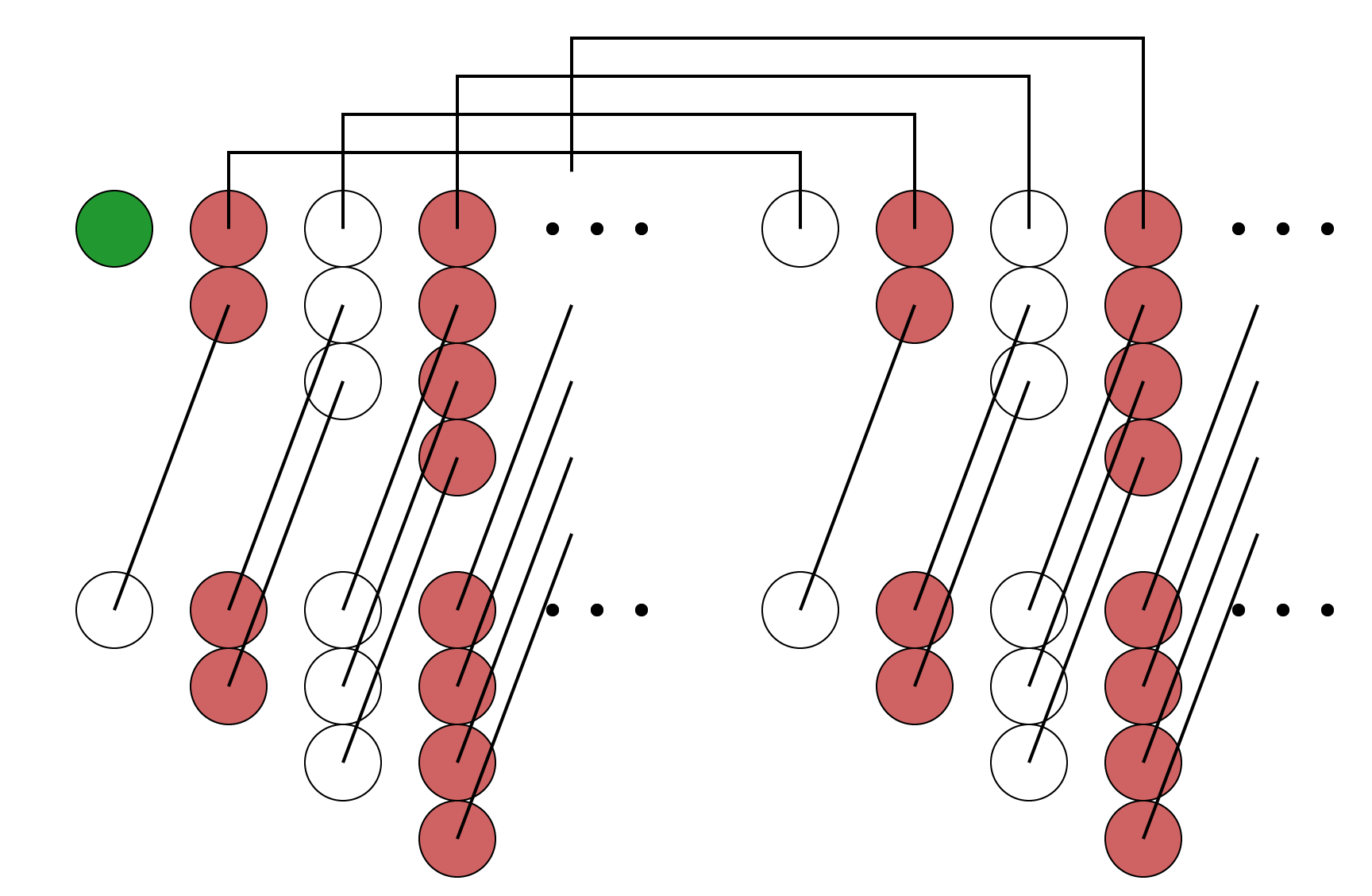
白丸をプラス、赤丸をマイナスとしたとき4つの級数の和が1になることの説明。線で結ばれた白と赤の丸が相殺しあい、緑丸1つが残っている

以下の議論は単なるヒューリスティクスであり、現代的な観点からは厳密な証明とは認められない。
S = 1 − 2 + 3 − 4 + 5 − … とおき、4S を計算する。
4S = (1−2+3−4+5−…)+(1−2+3−4+5−…)+(1−2+3−4+5−…)+(1−2+3−4+5−6+…)
　 = (1−2+3−4+…)+1+(−2+3−4+5−…)+1+(−2+3−4+5−…)+1−2+(+3−4+5−6+…)
　 = 1+(1−2−2+3)+(+3−4−4+5)+(−2+3+3−4)+(−4+5+5−6)+…
　 = 1
よって、S = 1/4 である。
なお
2S = (1−2+3−4+5−…)+(1−2+3−4+5−6+…)
　 = 1+(−2+3−4+5−…)+1−2+(+3−4+5−6+…)
　 = 0+(−2+3)+(+3−4)+(−4+5)+(+5−6)+…
　 = 1−1+1−1+…
S = 1/2 なので、1−1+1−1+… = 1/2 となる。
(1−1+1−1+…)2 = 1−2+3−4+…, 1−1+1−1+… = 1/2 であることを利用して 1−2+3−4+… = 1/4 を証明する方法がある。
1−1+1−1+… は公式
{\displaystyle 1-x+x^{2}-x^{3}+\cdots ={\frac {1}{1+x}}}　（右辺のマクローリン展開とも考えられる）
に形式的に x = 1 を代入したものと考えることにする（ただし本来この式は −1 < x < 1 の範囲でしか成り立たない）。
またこの式の両辺を x で微分して −1 をかけると
{\displaystyle 1-2x+3x^{2}-4x^{3}+\cdots ={\frac {1}{(1+x)^{2}}}}
となる。ここで形式的に x = 1 を代入すると 1−2+3−4+… = 1/4 を得る。これらの他にも収束値を求める方法はいくつか知られている。

## 現代的な解釈
1−2+3−4+… は、ディリクレのイータ関数
{\displaystyle \eta (s)=\sum _{n=1}^{\infty }{(-1)^{n+1} \over n^{s}}.}
において s = −1 を形式的に代入したものである。右辺の級数は s の実部が正でなければ収束しないが、イータ関数は複素数平面全域に解析接続されて、η(−1) の値も定義され、その値は 1/4 である。実際、イータ関数はリーマンゼータ関数 ζ(s) と
{\displaystyle \eta (s)=\left(1-2^{1-s}\right)\zeta (s)}
という関係を持つので、ゼータ関数の関数等式よりイータ関数の関数等式を得るし、ゼータ関数の特殊値 ζ(−1) = −1/12 から η(−1) の値を得る。

また（例えばアーベルの）総和法によっても、この形式的な和を正当化することが出来る。すなわちｇ（ｘ）を
{\displaystyle g(x)=\sum _{n=1}^{\infty }{(-x)^{n-1}n}}
とすれば、両辺に-xを乗じて辺々引いて（|x|<1とすればg(x)は絶対収束するから、同じ仮定の下この操作が許されることに注意）
{\displaystyle (1+x)g(x)=\sum _{n=1}^{\infty }{(-x)^{n-1}}}
を得、よって
{\displaystyle g(x)={1 \over (1+x)^{2}}}
となるのだが
{\displaystyle \lim _{x\to 1-0}g(x)={1 \over 4}}
であるから、アーベルの意味でこの和が1/4と結論することができる。これは上のヒューリスティックとよく似た議論であるが一度議論対象を関数に落とし込んでから、その極限をとって再び特殊化することにより厳密な議論となっている。

逆にこの方法で得た値をイータ関数の値とみることによってゼータ関数の値をも求めることが出来る。この方法で得た値はゼータ関数の解析接続によって得られる値と等しい。